# Remismund

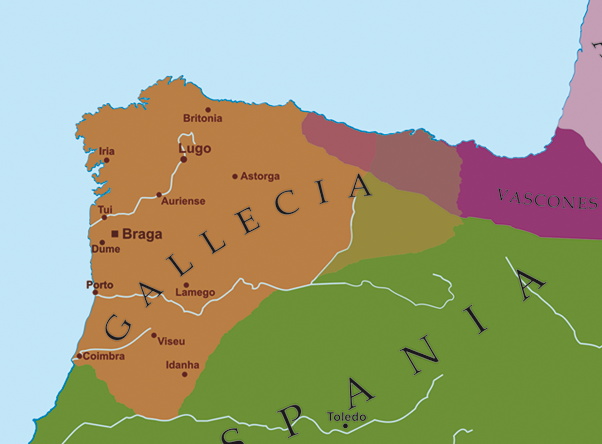
Pyrenejský poloostrov s území Galicie v 5. století, které vládl kmen Svébů

Remismund také Rimismund (? – 469) byl král Svébů v provincii Galicie přibližně od roku 464 až do své smrti. Podle Isidora ze Sevilly byl synem Maldrase.
Remismund z počátku působil jako vyslanec mezi Galicií a Galii, v této době vykonal několik cest mezi oběma provinciemi. Svébové po smrti krále Maldrase v roce 460 byli nejednotní a v letech 460 až 464 se jedna část kmene přidala k svébskému valečníkovi Frumarovi, zatímco druhá část kmene následovala vůdce Framtu, který krátce po volbě zemřel a jeho lid se přiklonil k vůdci Rechimundovi. Mezi Rechimundem a Frumarem v těchto letech probíhal boj o trůn. Remismundovi se po návratu z jedné ze svých cest do Gálie podařilo získat Svéby na svou stranu a kmen zcela sjednotit. Je pravděpodobné, že ke sjednocení došlo až po smrti Frumara, v této otázce jsou badatelé nejednotní.
V 465 Remismund vyplenil Coimbru či Conímbrigu. V roce 466 Remimund požádal na dvoře Gótů o ariánského misionáře. Získal misionáře Ajaxe z Galie či Galicie, který konvertoval mezi svébskou šlechtu a založil ariánský kostel v Galicii.. V roce 468 opět napadl Coimbru a sídlo zničil. V roce 469 byl v Lisaboně zrazen členem svého kmene Lusidiusem, který byl rodilým Římanem. V roce 469 jeho prostřednictvím vyjednával s římským císařem Anthemiusem.